# Václav Šebele
Václav Šebele (4. dubna 1835, Míreč u Mirotic – 30. dubna 1899, Písek), byl český malíř 19. století.

## Život
Václav Šebele se narodil 4. dubna 1835 ve mlýně v Mírči u Mirotic. Jeho otec byl mlynářským mistrem. Kolem roku 1840 se Václav spolu s rodiči přestěhoval do Písku. V letech 1843–1848 byl žákem tamní školy a v letech 1848–1850 navštěvoval nižší reálku. V roce 1850 odešel do Prahy. Následující tři roky pracoval u malíře dekoratéra Čumpelíka.
V roce 1853 začal studovat na pražské malířské akademii. Tíživé finanční poměry však nakonec Šebeleho v roce 1857 přiměly předčasně malířskou akademii opustit. Z Prahy se vrátil do Písku, kde se živil jako příležitostný malíř a restaurátor.
V roce 1861 nastoupil na píseckou reálku jako učitel kreslení. V roce 1862 se oženil s Josefou Jarešovou. Na reálce působil jako asistent profesora Adolfa Heyduka. Vedle učitelských povinností se věnoval restaurátorské práci. Maloval oltářní obrazy, divadelní opony a řadu portrétů a žánrových maleb. Pravidelně se zúčastňoval výstav Umělecké besedy v Praze. Na písecké reálce se stal prvním učitelem kreslení Mikoláši Alšovi.
Po roce 1895 pod dojmem z Národopisné výstavy českoslovanské započal svou pouť po jihočeském venkově. Maloval prosté lidi, jejich obydlí a domy a krajinu. Václav Šebele se stal významnou osobností píseckého kulturního života. Zemřel 30. dubna 1899 v Písku.

## Galerie

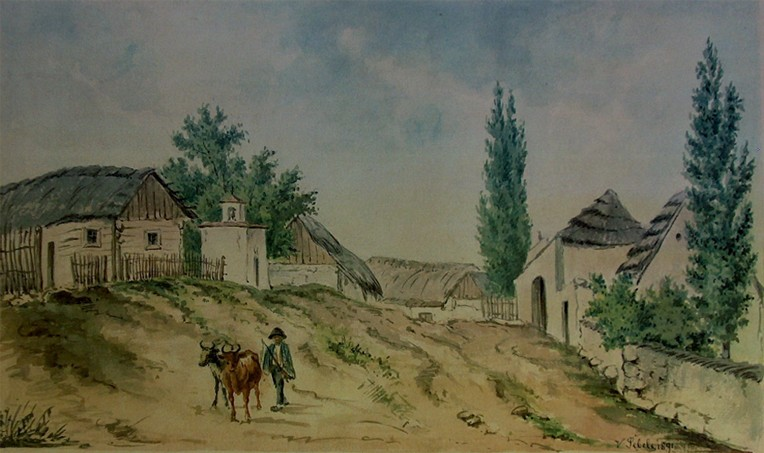
Václav Šebele – Jihočeský venkov
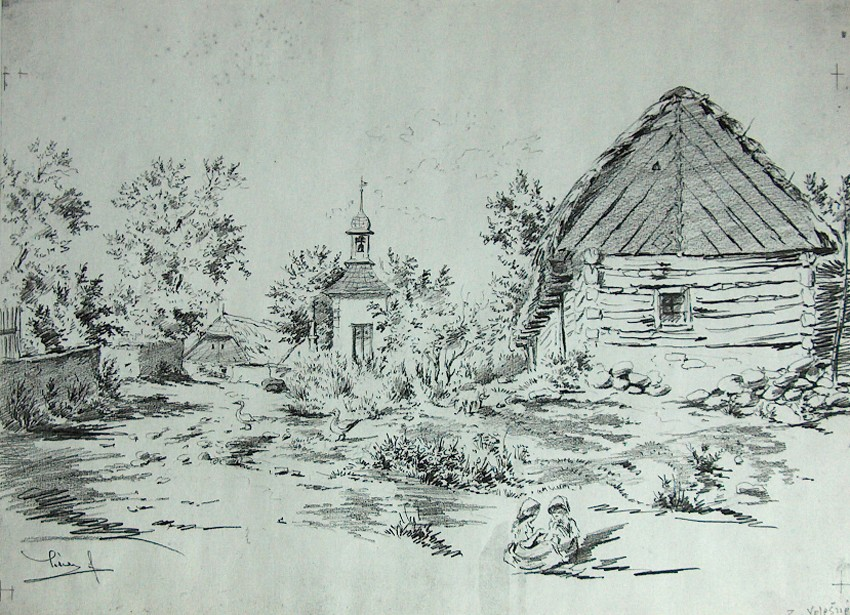
Václav Šebele – Kresba jihočeské roubenky
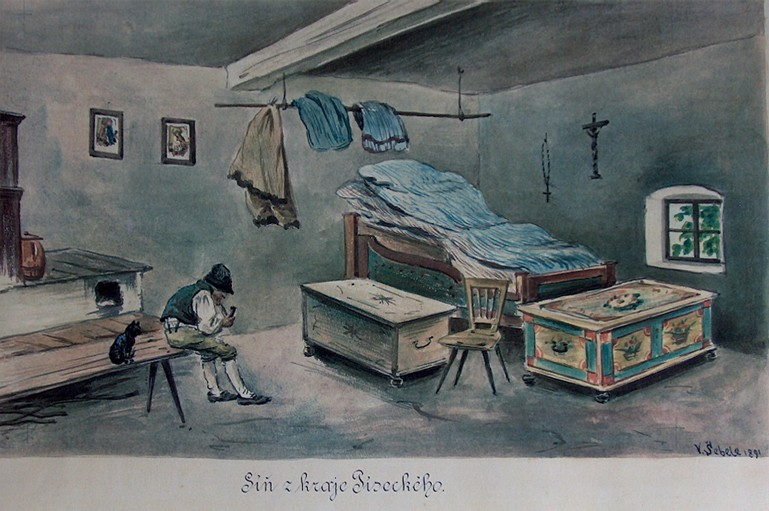
Václav Šebele – Síň z kraje Píseckého
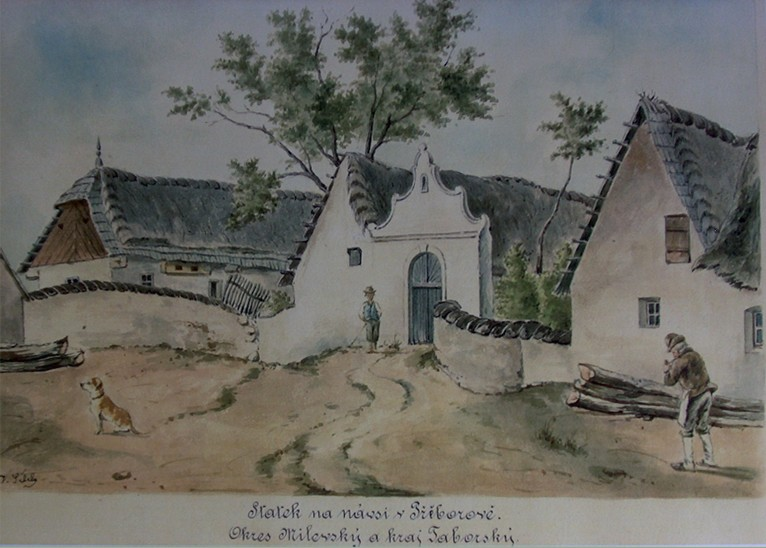
Václav Šebele – Statek na návsi v Přeborově